# Norman Campbell
Norman Campbell (ur. 4 lutego 1924, zm. 12 kwietnia 2004 w Toronto), kanadyjski reżyser telewizyjny.

## Życiorys
Przez kilkadziesiąt lat współpracował z telewizją kanadyjską jako reżyser, producent i kompozytor. Reżyserował m.in. telewizyjną wersję musicalu Ania z Zielonego Wzgórza (1956, dla stacji CBC), a także seriale All In the Family, Mary Tyler Moore Show, One Day at a Time.
Za swoją pracę otrzymał m.in. nagrodę telewizyjną Emmy. W 1975 r. został członkiem Królewskiej Akademii Kanadyjskiej, a w 1978 oficerem Orderu Kanady.